# کلیسای داوود هوسیوس
کلیسای داوود هوسیوس (یونانی: Όσιος Δαβίδ) یک کلیسای ساخت اواخر سده پنجم میلادی در سالونیک، یونان است. این کلیسا در دوران بیزانس به عنوان کاتولیکون صومعه لاتوموس (به یونانی: Μονή Λατόμου/Λατόμων) و با تزئینات موزاییک و فرسکو غنی که در قرن‌های ۱۲ تا ۱۴ بازسازی شد، آراسته شد. امروزه نمونه‌های باقی مانده از کیفیت هنری بالایی برخوردار هستند. تحت فرمانروایی عثمانی، این ساختمان به یک مسجد تبدیل شد (احتمالاً در قرن شانزدهم)، تا اینکه در سال ۱۹۲۱ دوباره یک کلیسای ارتدکس یونانی شد و بنابراین نام کنونی خود را دریافت کرد. در سال ۱۹۸۸، این بنای تاریخی در میان بناهای کهن بیزانس تسالونیکا در فهرست میراث جهانی یونسکو ثبت شد.

## معماری
معماری اصلی کلیسای داوود هوسیوس به صورت صلیب با مربع به عنوان شکل اصلی پلان طبقه ساخته شده‌است. این الگو بعدها محبوبیت بیشتری پیدا کرد. این سازه دارای سوراخ‌های مربعی در گوشه‌ها بود.

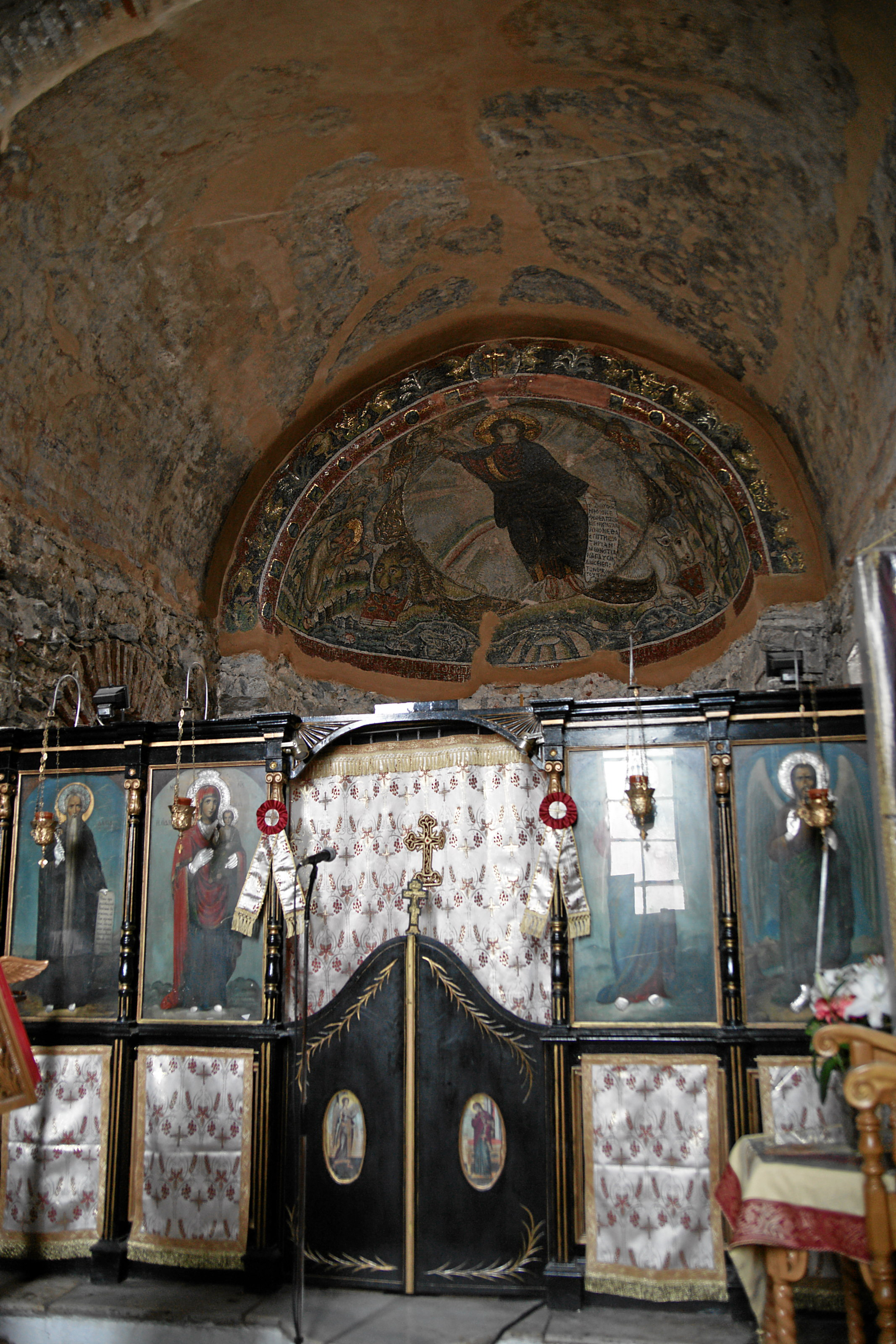
نمای داخلی

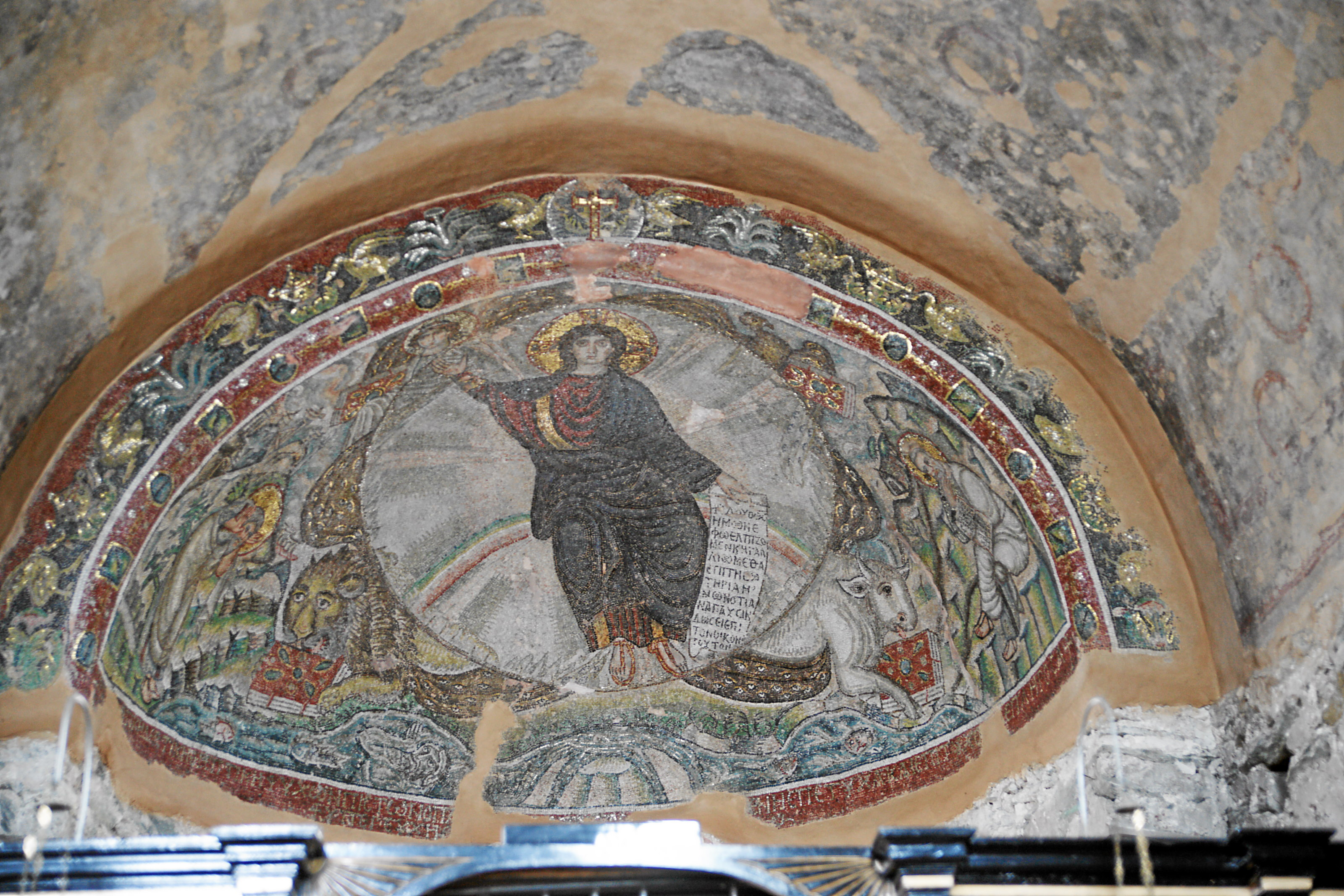
موزاییک الهیات

در دوره بیزانس میانه این سازه در اثر زلزله آسیب دید. بخش‌هایی از سازه از جمله تریبلون فروریخت. دوره میانه بیزانس نیز شاهد افزودن سنگ مرمر و دور دوم نقاشی‌های دیواری به کلیسا بود.